# Умершие в ноябре 1998 года
Это список известных людей, соответствующих установленным критериям значимости (см. Википедия:Критерии значимости персоналий), умерших в ноябре 1998 года.
Причина смерти указывается лишь в исключительных случаях (убийство, самоубийство, гибель в результате военных действий, смертная казнь, ДТП или несчастные случаи). В остальных случаях — не указывается.
- 1 ноября — Мефодий Денисов (76) — советский и российский певец (баритон) и педагог, один из основоположников чувашского оперного театра.
- 1 ноября — Станислав Жук (63) — советский и российский тренер по фигурному катанию, заслуженный мастер спорта, многократный чемпион СССР и многократный призёр чемпионатов Европы в этом виде спорта.
- 1 ноября — Борис Литвинчук (81) — полковник Советской Армии, участник Великой Отечественной войны, Герой Советского Союза.
- 2 ноября — Василий Лызин (84) — участник Великой Отечественной войны, Герой Советского Союза.
- 3 ноября — Иван Аверьянов (78) — участник Великой Отечественной войны, лётчик штурмовой авиации. Герой Российской Федерации.
- 3 ноября — Боб Кейн (83) — американский создатель комиксов, наиболее известен как создатель комикса о супергерое Бэтмене.
- 3 ноября — Владимир Степанов (78) — конструктор пускового оборудования ракетных комплексов наземного и морского базирования, Герой Социалистического Труда.
- 6 ноября:
  - Никлас Луман (70), немецкий социолог, создатель оригинальной теории общества, классик социологии XX века;
  - Виктор Пёрышкин (74) — советский дипломат, чрезвычайный и полномочный посланник 2 класса;
  - Борис Штерн (51) — русский писатель-фантаст.
- 7 ноября — Владимир Мацкевич (89) — советский государственный и хозяйственный деятель.
- 8 ноября — Жан Марэ (84) — французский актёр.
- 8 ноября — Дмитрий Крайнов (94) — советский археолог, крупнейший исследователь культур неолита и бронзы центра Русской равнины.
- 10 ноября — Гелена Великанова (76) — советская эстрадная певица.
- 10 ноября — Василий Кот (82) — участник Великой Отечественной войны, Герой Советского Союза.
- 10 ноября — Михаил Толкачёв (76) — участник Великой Отечественной войны, Герой Советского Союза.
- 12 ноября — Евгений Ким (66) — участник Великой Отечественной войны, Герой Советского Союза.
- 13 ноября — Дмитрий Гуртяк (27) — донецкий программист.
- 13 ноября — Анатол Имерманис (83) — советский латышский писатель.
- 13 ноября — Иван Хмарун (82) — Герой Социалистического Труда.
- 14 ноября — Николай Подорожный (73) — участник Великой Отечественной войны, Герой Советского Союза.
- 16 ноября — Александр Васильчук (75) — полковник Советской Армии, участник Великой Отечественной войны, Герой Советского Союза.
- 16 ноября — Александр Сморчков (78) — участник Великой Отечественной войны, Герой Советского Союза.
- 17 ноября — Ефим Геллер (73) — советский шахматист, международный гроссмейстер.
- 17 ноября — Василий Фурсов (88) — советский и российский физик, доктор физико-математических наук, заслуженный профессор МГУ, декан физического факультета университета в 1954—1989.
- 18 ноября — Таварес, Аурелиу ди Лира (93) — бразильский генерал-член военной хунты.
- 19 ноября — Алан Пакула (70) — известный американский кинорежиссёр, продюсер, драматург.
- 20 ноября — Юрий Алёшин (68) — Герой Социалистического Труда.
- 20 ноября — Василий (Васильцев) — епископ Украинского экзархата.
- 20 ноября — Галина Старовойтова (52) — российский политический и государственный деятель, правозащитник, специалист в области межнациональных отношений; убийство.
- 21 ноября — Евгений Бондаренко (75) — советский хозяйственный и общественный деятель, директор Электростальского завода тяжёлого машиностроения (1964—1974).
- 21 ноября — Леонид Рассохин (77) — участник Великой Отечественной войны, Герой Советского Союза.
- 21 ноября — Отто Франкель (98) — австралийский генетик растений австрийского происхождения.
- 22 ноября — Владимир Демихов (82) — учёный-экспериментатор, основоположник мировой трансплантологии.
- 22 ноября — Николай Мартынов (88) — советский государственный и партийный деятель.
- 22 ноября — Стю Ангер (45) — американский игрок в покер и джин рамми, считающийся многими специалистами лучшим в истории игроком в этих играх.
- 24 ноября — Валентин Бережков (82) — писатель, доктор исторических наук, переводчик Вячеслава Молотова и Иосифа Сталина.
- 24 ноября — Алексей Малышев (72) — участник Великой Отечественной войны, Герой Советского Союза.
- 26 ноября — Виктор Алексеев (85) — советский политический деятель, председатель Исполнительного комитета Камчатского областного Совета (1971-1979).
- 26 ноября — Иван Синицын (81) — русский советский писатель, журналист.
- 27 ноября — Леонид Святошенко (75) — участник Великой Отечественной войны, Герой Советского Союза.
- 28 ноября — Алексей Григорьев (81) — участник Великой Отечественной войны, Герой Советского Союза.
- 29 ноября — Лев Финк (82) — литературовед, доктор филологических наук.
- 30 ноября — Корнелий Шацилло (74) — советский и российский историк.